# Verbascum borisii-regis
Verbascum borisii-regis är en flenörtsväxtart som beskrevs av Svante Samuel Murbeck. Verbascum borisii-regis ingår i släktet kungsljus, och familjen flenörtsväxter. Inga underarter finns listade i Catalogue of Life.